# 4. Berlini Nemzetközi Filmfesztivál
A 4. Berlini Nemzetközi Filmfesztivál 1954. június 18. és 29. között került megrendezésre. Az Arany Medve díjat David Lean filmje, a Hobson lányai nyerte.

## A fesztivál programja
Az alábbi filmek voltak versenyben az Arany Medve- és az Ezüst Medve-díjakért:
| Magyar cím                                       | Eredeti cím                                      | Rendező                    | Ország                                        |
| ------------------------------------------------ | ------------------------------------------------ | -------------------------- | --------------------------------------------- |
| Némó kapitány                                    | 20,000 Leagues Under the Sea                     | Richard Fleischer          | Amerikai Egyesült Államok                     |
| Kenyér, szerelem, fantázia                       | Pane, amore e fantasia                           | Luigi Comencini            | Olaszország                                   |
| Rummelplatz der Liebe                            | Rummelplatz der Liebe                            | Kurt Neumann               | Nyugat-Németország, Amerikai Egyesült Államok |
| Jigokumon                                        | 地獄門                                           | Teinosuke Kinugasa         | Japán                                         |
| Een gouden eeuw-de kunst der Vlaamse primitieven | Een gouden eeuw-de kunst der Vlaamse primitieven | Paul Haesaerts             | Belgium                                       |
| A nagy kaland                                    | Det stora äventyret                              | Arne Sucksdorff            | Svédország                                    |
| Hobson lányai                                    | Hobson's Choice                                  | David Lean                 | Egyesült Királyság                            |
| Élni                                             | 生きる                                           | Kuroszava Akira            | Japán                                         |
| Fehérek és feketék                               | Sinhá Moça                                       | Tom Payne, Oswaldo Sampaio | Brazília                                      |
| Az élő sivatag                                   | The Living Desert                                | James Algar                | Amerikai Egyesült Államok                     |
| Nagyszerű rögeszme                               | Magnificent Obsession                            | Douglas Sirk               | Amerikai Egyesült Államok                     |
| Weg ohne Umkehr                                  | Weg ohne Umkehr                                  | Victor Vicas               | Nyugat-Németország                            |
| La grande speranza                               | La grande speranza                               | Duilio Coletti             | Olaszország                                   |
| Le Défroqué                                      | Le Défroqué                                      | Léo Joannon                | Franciaország                                 |

## Győztesek
- Arany Medve: Hobson lányai (David Lean)[1]
- Ezüst Medve: Kenyér, szerelem, fantázia (Luigi Comencini)
- Bronz Medve: Le Défroqué (Léo Joannon)
- Nagy Arany Medál (dokumentumfilm vagy kulturális film): Az élő sivatag (James Algar)
- Nagy Ezüst Medál (dokumentumfilm vagy kulturális film): A nagy kaland (Arne Sucksdorff)
- Nagy Bronz Medál (dokumentumfilm vagy kulturális film): Een gouden eeuw-de kunst der Vlaamse primitieven (Paul Haesaerts)

## Fordítás
- Ez a szócikk részben vagy egészben  a(z)   4th Berlin International Film Festival című angol Wikipédia-szócikk fordításán alapul.  Az eredeti cikk szerkesztőit annak laptörténete sorolja fel. Ez a jelzés csupán a megfogalmazás eredetét és a szerzői jogokat jelzi, nem szolgál a cikkben szereplő információk forrásmegjelöléseként.